# Apatania complexa
Apatania complexa är en nattsländeart som först beskrevs av Martynov 1935.  Apatania complexa ingår i släktet Apatania och familjen Apataniidae. Inga underarter finns listade i Catalogue of Life.